# Estación de Bürglen
La estación de Bürglen es la principal estación ferroviaria de la comuna suiza de Bürglen, en el Cantón de Turgovia.

## Historia y situación
La estación de Bürglen fue abierta en el año 1855 con la apertura al tráfico ferroviario de la línea que unía a Winterthur con Romanshorn, del Schweizerische Nordostbahn (NOB).
Se encuentra ubicada en el suroeste del núcleo urbano de Bürglen. Tiene un total de dos andenes, uno lateral y otro central a los que acceden tres vías. Hay que sumar la existencia de una vía topera al noroeste de la estación para dar servicio a una fábrica.
La estación está situada en términos ferroviarios en la línea férrea Winterthur - Romanshorn. Sus dependencias ferroviarias colaterales son la estación de Weinfelden hacia Winterthur y la estación de Sulgen en dirección Romanshorn.

## Servicios ferroviarios
Los servicios son prestados por SBB-CFF-FFS:

### S-Bahn
S-Bahn San Galo
A la estación llegan dos líneas de la red de cercanías S-Bahn San Galo:
- S 5 San Galo – Gossau – Weinfelden. Trenes con frecuencias cada hora.
- S 7 Weinfelden – Sulgen – Romanshorn - Rorschach.

S-Bahn Zúrich
La estación está integrada dentro de la red de trenes de cercanías S-Bahn Zúrich, y en la que efectúan parada los trenes de varias líneas pertenecientes a S-Bahn Zúrich:
- S 30 Winterthur – Frauenfeld – Weinfelden (– Romanshorn – Rorschach)